# Cal Fornells
Cal Fornells o Cal Palmer és una obra de Cervera (Segarra) protegida com a Bé Cultural d'Interès Local.

## Descripció
Situat a l'inici del carrer Santa Anna i la Rambla de Lluís Sanpere, nucli antic del municipi. Edifici cantoner amb una mitgera, dos façanes a carrer i una a pati. La planta és irregular i la coberta és de teula àrab composta. El parament es presenta arrebossat i pintat però deixa a la vista els carreus de les sengles faixes, les línies d'imposta i els emmarcaments de les obertures. La distribució és de quatre nivells: planta baixa (malmesa pel comerç que hi ha instal·lat), dos pisos i zona de golfes, definides per les tradicionals finestres el·líptiques. A la planta baixa de la façana que dona al carrer Santa Anna, hi ha dues portes, una d'arc pla i l'altra amb arc escarser, original de l'edifici. Les obertures de les dues plantes alternen la presència de balcons amb la dels finestrals d'arc escarser a les façanes a carrer i d'arc pla a pati.